# Чечёра (приток Руднёвки)
Чечёра — река в России, протекает по Московской области и городу Москве. Левый приток реки Руднёвки. Длина — 7 км.
Частично на протяжении 2,5 км протекает по подземному коллектору. Начинается в Московской области в Никольско-Архангельском, протекает по границе города и области. Впадает в Руднёвку у деревни Фенино. Особой достопримечательностью реки являются знаменитые «салтыковские» пруды (Серебряный, Жёлтый, Тарелочкин), которые начали складываться с XVII века.
Протекает около Николо-Архангельского кладбища. Вблизи кладбища у реки есть район Серебрянка.
Значительная часть Серебрянки исчезла в результате урбанизации.

## Название
Другие названия реки: Чёрная, Красна, Криста. В верховьях иногда обозначается как Рябка (Робка), Серебрянка, а в низовьях — Феница или Фенинка. Иногда можно встретить название Салтыковский ручей.
По одной версии гидроним Чечёра объясняется из русского географического апеллятива «чечёра» — старое русло реки, ставшее болотом, болотистым оврагом; болото (Смолицкая, 1997). Однако подобные гидронимы известны в Поочье: река Чичера (Чичаровка) в верховьях Протвы; реки Чичерка, Чичерлейка, озеро Чичерское в нижнем правобережном Поочье; река Чечора — приток Оки в Тульской области. Эти гидронимы нетипичны для славян и находятся в области балтийских или финно-угорских языков, распространённых здесь до славянской колонизации, поэтому они могут происходить из этих языков. Филолог В. Н. Топоров (1972, 1982) отмечает их балтийские соответствия: лит. Cicirys, латыш. Ciecere.